# Рогатка (приток Ловати)
Рогатка — река в России, протекает по Поддорскому району Новгородской области. Исток находится в 2 км к югу от деревни Каковка. Далее река течёт на северо-запад. Устье реки находится у деревни Селеево в 144 км по правому берегу реки Ловать. У нежилого населённого пункта Пролетарий слева впадает приток Микулинка. Длина реки составляет 23 км, площадь водосборного бассейна — 87,2 км.
По берегам реки расположены деревни Селеевского сельского поселения: Каковка, Верхняя Пустошка, Селеево (административный центр поселения).

## Данные водного реестра
По данным государственного водного реестра России относится к Балтийскому бассейновому округу, речной бассейн реки Нева (включая бассейны рек Онежского и Ладожского озера), речной подбассейн реки — Волхов. Водохозяйственный участок реки — Ловать и Пола.
Код объекта в государственном водном реестре — 01040200312102000023735.